# Puthja e fundit
Puthja e fundit ("L'ultimo bacio") è una raccolta di sessantacinque poesie di Irma Kurti pubblicata nel 2007 a Tirana, Albania. Le poesie sono dedicate alla madre dell'autrice, Sherife Mezini Kurti.
La prima parte contiene il dolore per la perdita della persona più cara; la realtà difficile e a volte insopportabile che la poetessa vive ogni giorno.
Le poesie: Ti s'mund të ikësh ("Tu non puoi andare"), Doja të të thosha ("Volevo dirti che..."), Sekrete ("Segreti"), Në krahët e mi ("Nelle mie braccia"), Shëtitja e fundit ("L’ultima passeggiata"), Pak durim ("Un po’ di pazienza"), Një fije jete ("Un filo di vita") sono piene di emozioni, lacrime e disperazione di fronte al dramma della morte e il vuoto che essa lascia.
Il linguaggio è semplice, un dialogo immediato con il lettore; Irma Kurti riesce a trasmettere il suo messaggio in modo naturale.
Nella seconda parte del libro, intitolata Liriche, sembra che la sofferenza sia diventata parte di lei e l'autrice, anche se in cerca d'amore, spesso si trova nell'impossibilità di amare e di sentire la gioia di vivere.